# جاناتان کامرون
جاناتان کامرون (انگلیسی: Jonathan Cameron؛ زادهٔ ۱۸۶۸) بازیکن فوتبال اهل بریتانیا است.
از باشگاه‌هایی که در آن بازی کرده‌است می‌توان به باشگاه فوتبال لیورپول اشاره کرد.